# إريك فان ماير
إريك فان ماير (مواليد 28 فبراير 1968) هو لاعب كرة قدم. يلعب مع منتخب بلجيكا لكرة القدم. سبق له أن لعب في كأس العالم لكرة القدم مع منتخب بلاده.

## روابط خارجية
- إريك فان ماير على موقع الاتحاد الدولي (مؤرشف)  (الإنجليزية)
- إريك فان ماير على موقع الاتحاد الأوربي (الإنجليزية)
- إريك فان ماير على موقع الاتحاد البلجيكي (الإنجليزية)
- إريك فان ماير على موقع قاعدة بيانات كرة القدم.إي يو (الإنجليزية)
- إريك فان ماير على موقع بيانات كرة القدم. دي إي (الألمانية)
- إريك فان ماير على موقع ناشيونال فوتبول تيمز (الإنجليزية)
- إريك فان ماير على موقع Soccerway.com (الإنجليزية)
- إريك فان ماير على موقع عالم كرة القدم.نت (الإنجليزية)